# Chica ye ye
«Chica ye ye» (conocida también como «Una chica ye ye» o «La chica yeyé», con el empleo de diferentes grafías en su titulado) es una canción interpretada en la película Historias de la televisión por la actriz española Conchita Velasco en 1965. Ese mismo año apareció publicada también en versiones de otros artistas, incluida una de Luis Aguilé, el cantante original para el cual se compuso la canción con el título «Chico ye ye».
En 1990, por su vigésimo quinto aniversario, se volvió a popularizar en una nueva grabación hecha por una ya madura Concha Velasco, y por haberse publicado una versión de Marta Sánchez al frente de la banda Olé Olé.

## Descripción
«Chica ye ye» recrea el desamor que sufre una mujer tradicional frente a su potencial competidora: la vanguardia representada por la chica yeyé, caracterizada por su ritmo, saber cantar en inglés, tener el pelo alborotado y medias de color. Se ha interpretado la letra de la canción precisamente como un intento de ridiculizar esa imagen de chica julandrona (yeyé), frente a la mujer más tradicional.
Como su propio título indica, está integrada en la corriente musical de los años 1960, denominada yeyé.

## Versión de Conchita Velasco
«Chica ye ye» la habían compuesto Antonio Guijarro Campoy y Augusto Algueró originalmente con el título de «Chico ye ye» para el cantante Luis Aguilé. Este tuvo la oportunidad de poderla interpretar en su cameo que hizo en la película Historias de la televisión protagonizada por Conchita Velasco. Sin embargo, durante un prolongado descanso de la filmación, Velasco, acompañada por Los Botines, interpretó la canción como distracción para el público presente en el Palacio de los Deportes de Madrid, uno de los lugares de rodaje de la película. Tan buena fue la acogida por parte de los espectadores ocasionales que la actriz tuvo que repetirla varias veces. Viendo el éxito que estaba teniendo la canción, el director de la cinta, José Luis Sáenz de Heredia, decidió incorporarla en la versión cantada por Conchita Velasco.
Publicada en la versión de la actriz, «Chica ye ye» se convirtió en uno de los mayores éxitos de la historia de la música pop en España, llegando a ser calificada de mítica. Alcanzó el número 1 durante tres semanas de las veintisiete que pasó en las listas musicales.
El éxito de la canción contribuyó a construir con el tiempo el aura icónica de Concha Velasco, particularmente entre los devotos de la música popular, y décadas después se la siguió identificando como la chica yeyé.

### Formato y lista de canciones
Vocalista: Conchita Velasco. Orquesta dirigida por Augusto Algueró.
Sencillo 7" (1965, Belter 07-180, España)
A1: «Una chica ye ye» – 2:22
B1: «¡Oh, John!» – 1:56
EP 7" (1965, Belter 51.521, España)
A1: «Chica ye ye» – 2:22
A2: «¡Oh, John!» – 1:56
B1: «Conchita» – 2:11
B2: «400 cartas» – 2:33
Tanto «Chica ye ye» como «¡Oh, John!» provenían del film Historias de la televisión.

## Otras versiones
Aparte de Conchita Velasco, Luis Aguilé y Los Botines, la canción también fue interpretada en España por Rosalía, Renata, Gelu, Los Marshalls, Los 3 Sudamericanos y Miguel Ríos en 1965. Fuera de España fueron la mexicana Queta Garay y la venezolana Carmencita Cabrera las que hicieron ese mismo año su propia versión. La banda griega Zoe and the Stormies realizó una versión en inglés llamada «The Girl of Ye-Ye» en su sencillo de 1966 «Let's Shake, Baby». También existe una versión en lengua búlgara, interpretada por Nina Svetoslavova bajo el título de «Kukla» («Muñeca») en 1972.
En 1990 fue Marta Sánchez la que sacó su propia versión al frente de Olé Olé en su álbum 1990. Ese mismo año, Concha Velasco graba una nueva versión de «Chica ye ye», conmemorando los 25 años de su lanzamiento. Antes, en 1989, el grupo Los Ratones grabaron una versión erótica de la canción. Tito Valverde interpretó una versión en 1995 en el espacio Telepasión española, de TVE. En 1998, el programa infantil chileno Cachureos lanzó una versión exitosa, la cual se siguió usando con posterioridad en sus espectáculos en vivo. En 2004 fue versionada por Chenoa en el programa Geniales, de TVE, en homenaje a Concha Velasco, que subió al escenario para felicitarla. La artista infantil mexicana Danna Paola interpretó una versión en 2005 para su álbum Chiquita pero picosa. La Terremoto de Alcorcón realizó una versión paródica para su disco Confesiones tiradas por el suelo de la discoteca (2005), titulada «Reina ye ye». De 2010 data la versión de Regina Orozco, contenida en su álbum Regina a go go (Más bonita que ni una). El actor Santiago Segura hizo una imitación en el concurso de talentos Tu cara me suena (2011). En 2019 fue versionada por María Parrado en el programa de TVE La mejor canción jamás cantada.